# Maria Olaru
Maria Olaru (n. 4 iunie 1982, Fălticeni, Suceava, România) este o gimnastă română de talie mondială, medaliată cu aur pe echipe și argint la individual compus, la Jocurile Olimpice de vară din 2000 desfășurate în Sydney, Australia.

## Carieră
Maria Olaru a început gimnastica la vârsta de 6 ani în orașul natal Fălticeni,  pentru ca, mai apoi, la vârsta de 7 ani, să înceapă gimnastica de performanță la CSS Cetate Deva. La doar 11 ani, în 1993, este promovată în lotul de senioare, făcând față cu brio cerințelor de pregătire. După un an de pregătire la echipa națională, staff-ul tehnic decide ca ea să fie transferată din nou la clubul Cetate Deva (în aceeași incintă cu lotul olimpic), deoarece vârsta sportivei era prea mică. În 1996 revine la lotul olimpic, dar de data aceasta în cadrul celui de junioare, aflat în București la acea vreme, un curs firesc având în vedere vârsta sportivei. În acest interval participă la Campionatele Europene de Junioare din Anglia (Birmingham), unde cucerește locul întâi la sărituri, devenind astfel Campioană Europeană. După acest Campionat European, revine la Deva și se alătură din nou lotului olimpic de senioare.
Din 1998, Maria Olaru participă la competițiile de senioare, câștigând medalia de aur cu echipa și cea de argint la sărituri, la Campionatele Europene din Rusia (Sankt Petersburg). În anul urmator, 1999, participă la Campionatele Mondiale din China (Tianjin), unde câștigă medalia de aur cu echipa, aur la individual compus, bronz la sărituri. Maria Olaru a ajuns în 3 finale pe aparate la acest campionat, și anume: sărituri (locul III), paralele (locul VI) și bârnă (locul IV). Titlul mondial la individual compus este al doilea din istoria gimnasticii feminine românești, primul fiind obținut de Aurelia Dobre în 1987 la Campionatele Mondiale de la Rotterdam, Olanda.
Maria a fost una dintre cele mai înalte gimnaste (1,63 m) de la sfârșitul anilor 90. I-au plăcut toate aparatele, fiind astfel o gimnastă completă și afirmându-se în special la individual compus. 
La finalul anului 2000, Maria Olaru decide să se retragă în glorie din activitatea competițională. 
A fost căsătorită cu politicianul Bogdan Diaconu.
În 2000 i-a fost conferit Ordinul Național „Serviciul Credincios” în grad de comandor.

## Palmares
| An   | Competiție                               | Echipe | I C | Săr | P I | Bâr | Sol |
| ---- | ---------------------------------------- | ------ | --- | --- | --- | --- | --- |
| 1996 | Campionatele Internaționale ale României |        | 3   |     |     |     |     |
| 1996 | Campionatele Europene de Juniori         |        | 5   | 1   |     |     | 7   |
| 1997 | Campionatele Internaționale ale României |        |     | 1   |     |     | 1   |
| 1998 | Campionatele Europene                    | 1      |     | 2   |     |     |     |
| 1998 | Jocurile Recunoștinței                   |        | 2   | 4   |     |     |     |
| 1998 | Campionatele Internaționale ale României |        | 2   |     |     |     |     |
| 1999 | Campionatele Naționale                   |        | 1   | 1   | 1   | 1   |     |
| 1999 | Campionatele Mondiale (Tianjin, China)   | 1      | 1   | 3   | 6   | 4   |     |
| 2000 | Jocurile Olimpice (Sydney, Australia)    | 1      | 2   |     |     | 6   |     |
| 2000 | Campionatele Europene (Paris, Franța)    | 3      |     |     |     |     |     |

Legendă: Echipe = Echipe, I C = individual compus, Săr = sărituri, P I = paralele inegale, Bâr = bârnă, Sol = sol

## Lucrări publicate
- Prețul aurului. Sinceritate incomodă, 2016 [4][5]